# Mniszka hawajska
Mniszka hawajska (Neomonachus schauinslandi) – gatunek drapieżnego ssaka z rodziny fokowatych (Phocidae).

## Taksonomia
Gatunek po raz pierwszy zgodnie z zasadami nazewnictwa binominalnego opisał w 1905 roku niemiecki zoolog Paul Matschie, nadając mu nazwę Monachus schauinslandi. Holotyp pochodził z wyspy Laysan (25°46′N 171°44′W/25,766667 -171,733333), w Stanach Zjednoczonych.
Na podstawie badań molekularnych i biologicznych taksony M. schauinslandi i M. tropicalis umieszczono w rodzaju Neomonachus; drogi rozwojowe Monachus i Neomonachus rozeszły się w miocenie około 6,3 mln lat temu, zaś drogi rozwojowe M. schauinslandi i M. tropicalis w pliocenie, 3,67 mln lat temu. Autorzy Illustrated Checklist of the Mammals of the World uznają ten gatunek za monotypowy. 

### Etymologia
- Neomonachus: gr. νεος neos „nowy”; rodzaj Monachus Fleming, 1822 (mniszka)[7].
- schauinslandi: prof. dr Hugo Hermann Schauinsland (1857–1937), niemiecki zoolog, odkrywca[8].

## Zasięg występowania
Mniszka hawajska występuje głównie na Północno-Zachodnich Wyspach Hawajskich (Kure, Midway, Atol Pearl i Hermes, Wyspa Lisianskiego, Laysan i French Frigate Shoals), ale coraz częściej spotykana jest na głównych wyspach hawajskich.

## Morfologia
Osiąga długość ciała 183–240 cm; masa ciała 136–272 kg; samica jest nieco większa i cięższa od samca. Noworodki osiągają długość 100 cm i masę 16–18 kg. Skóra ubarwiona na szaro lub brunatno, na brzuchu jaśniejsza. Samiec jest ciemniejszy od samicy; noworodki pokryte są czarną skórą i wełnistą sierścią.

## Ekologia
Środowisko życia: Laguny i strefy wody płytkiej wokół atoli. Żyją także na otwartym morzu. Młode zazwyczaj wychowywane są na piaszczystych plażach.
Pożywienie: ryby, skorupiaki i głowonogi.
Struktura społeczna: Przeżywają życie samotnie, brak trwałych struktur między osobnikami obu płci.
Rozwój: Okres rozrodczy u tych fok trwa od lutego do listopada. Po kopulacji, samica jest w ciąży przez około 10,5 miesiąca. Zazwyczaj rodzi jedno młode, choć czasami zdarzają się porody bliźniacze. Masa ciała noworodka waha się w przedziale 16–18 kg. Dojrzałość płciową samce osiągają w wieku 5 lat, natomiast samice w wieku 7 lat. Dożywają do 30 lat.        

## Zagrożenia i ochrona
W Czerwonej księdze gatunków zagrożonych Międzynarodowej Unii Ochrony Przyrody i Jej Zasobów został zaliczony do kategorii EN (ang. endangered „zagrożony”). W latach 70. XX wieku, gdy stan populacji spadł do 500–600 zwierząt, podjęto działania w celu zachowania gatunku. W 2011 roku populacja liczyła około 1209 osobników.